# TCPDF
TCPDF是一个流行的用于生成PDF文档的PHP类。TCPDF是当前唯一完整支持UTF-8以及从右至左书写的语言包括双向文稿的PHP库。
TCPDF是SourceForge 上最活跃的项目之一。
TCPDF 也是最多人使用的 PHP 库之一，因为最流行的一些基于 PHP 的 内容管理系统 中都带有TCPDF，包括：
Joomla, 
Drupal, 
Moodle, 
phpMyAdmin, 
TCExam, 
Xoops, 
Elxis CMS（页面存档备份，存于）, 
ImpressCMS, 
JELIX Frameweork PHP5（页面存档备份，存于）, 
SugarCRM, 
Symfony, 
TYPO3, 
Vtiger CRM, 
Yii Framework, 
CMS Made Simple（页面存档备份，存于）等。
TCPDF 类是源自于 公有领域 的 FPDF。FPDF 的开发者是 Olivier Plathey，但 TCPDF 已经几乎被重写，并且添加了数百个新的特性。.

## 特性
基本功能无需额外的库
- 支持所有的 ISO 页面格式;
- 支持自定义页面格式，边距和计量单位;
- 支持 UTF-8 Unicode 和从右至左书写的语言;
- 支持 TrueTypeUnicode, OpenTypeUnicode, TrueType, OpenType, Type1 和 CID-0 字体;
- 支持文档加密;
- 支持 XHTML 代码转换;
- 支持几何绘图和图形变换;
- 支持 JavaScript 和表单;
- 支持打印各种 barcode 格式:CODE 39, ANSI MH10.8M-1983, USD-3, 3 of 9, CODE 93, USS-93, Standard 2 of 5, Interleaved 2 of 5, CODE 128 A/B/C, 2 和 5 Digits UPC-Based Extension, EAN 8, EAN 13, UPC-A, UPC-E, MSI, POSTNET, PLANET, RMS4CC (Royal Mail 4-state Customer Code), CBC (Customer Bar Code), KIX (Klant index - Customer index), Intelligent Mail Barcode, OneCode, USPS-B-3200, CODABAR, CODE 11, PHARMACODE, PHARMACODE TWO-TRACKS;
- 支持设置书签和目录;
- 支持页面移动;
- 支持页眉和页脚管理;
- 支持自动分页;
- 支持页面自动编号和页面分组;
- 支持自动断行和文本调整
- 原生支持 JPEG 和 PNG 图片，另外可通过 GD 和 ImageMagick 支持其所支持的所有图片格式
- 支持所有文本呈现方式（full, stroke, clipping）
- 支持水印;
- 支持 灰度图像，三原色光模式，印刷四分色模式,专色和透明;
- 支持几种标注模式，包括链接，文本和文件附件;
- 支持页本压缩 (需要 zlib 扩展);
- 支持文本断字
- 支持事务以执行 UNDO 命令
- 支持 数字签名